# Megalomyrmex cyendyra
Megalomyrmex cyendyra (лат.) — вид муравьёв рода Megalomyrmex из подсемейства мирмицины (Myrmicinae, Solenopsidini). Южная Америка: Колумбия.

## Описание
Муравьи среднего размера (около 8 мм) коричневого цвета, гладкие и блестящие. Ширина головы (HW) 1,15-1,25 мм, длина головы (HL) 1,38-1,48 мм, длина скапуса усика (SL) 1,75-1,85 мм.
Усики 12-члениковые с булавой из 4-5 сегментов. Формула нижнечелюстных и нижнегубных щупиков щупиков — 4,3. Жвалы с несколькими зубцами (обычно 5-6). Жало развито. Стебелёк между грудкой и брюшком состоит из двух члеников: петиоля и постпетиоля. Заднегрудка без проподеальных зубцов.
Биология не исследована. Некоторые другие виды рода известны как специализированные социальные паразиты муравьёв-листорезов Attini, в гнёздах которых обитают и питаются в грибных садах вида-хозяина. Вид был впервые описан в 1990 году бразильским мирмекологом Карлосом Роберто Ф. Брандао (Dr. Carlos Roberto F. Brandão; Museu de Zoologia da Universidade de São Paulo, Сан-Пауло, Бразилия). Таксон включён в видовую группу Megalomyrmex leoninus-group вместе с видами M. balzani, M. foreli, M. glaesarius M. acauna, M. emeryi, M. pacova, M. staudingeri, M. timbira, M. leoninus.